# José Ignacio Moreno y Santistevan
José Ignacio Moreno y Santistevan (Guayaquil, 8 de agosto de 1767 - Lima,  7 de mayo de 1841) fue un religioso y vicerrector de la Universidad Nacional Mayor de San Marcos.

## Biografía
Nació de una unión legitima verificada en la Catedral de Guayaquil, el día 10 de junio de 1753 entre don José Ignacio Moreno, Escribano de Minas y Real Hacienda, y doña Ana de Silva y Santistevan nacida en esta ciudad el día 2 de enero de 1727, dama de alta alcurnia, hija del capitán don Juan de Silva y Santistevan, y de doña Magdalena de Larralde.
Cursó filosofía y Derecho en el Colegio de San Carlos de Lima en el cual luego fue catedrático de matemáticas, enseñó también derecho romano en la Universidad de Lima y fue nombrado Rector del Seminario Conciliar de aquella Diócesis. Al iniciarse la revolución para la Independencia con el asesinato del Oidor para el cargo de Fiscal interino de la mencionada Audiencia, y en 1811 se le eligió Diputado a las Cortes Generales de Cádiz, pero considerando la obra de las mismas como origen de discordias, procuró poner trabas  a la inmediata aprobación de su acta y aceptó en cambio el cargo de Vocal de la Junta Suprema de Censura. Fue miembro de la Sociedad de Amantes del País. Fue Rector del colegio de San Carlos y luego profesor de la Universidad de San Marcos de Lima. Falleció en Lima el 7 de mayo de 1841.
Autor de Cartas peruanas y Ensayo sobre la supremacía del Papa, este último fue relevante para contrarrestar posturas religiosas liberales contra la Iglesia católica en el Perú. Una vez proclamada la independencia del Perú, las facetas más destacas en las actividades de Moreno han sido su discurso en defensa de la forma de gobierno monárquica ante la Sociedad Patriótica de Lima, el 1 de marzo de 1822, y su posterior aporte a la difusión de las ideas ultramontanas en Sudamérica". De hecho fue defensor de las doctrina monárquica ante la Sociedad Patriótica de Lima. 

## Cargos que ocupó
- Abogado de la Real Audiencia de Lima 1809.[4]
- Canónigo racionero en Lima en 1816.
- Rectorado del Colegio de Indígenas Nobles en 1817.[5]
- Profesor de la Universidad de San Marcos en 1820.
- Miembro de la Sociedad Patriótica en febrero de 1822 para llegar a una monarquía constitucional a favor del general José de San Martín.[6]
- Vicerrector de San Marcos en 1826.[7]